# Naleraq
Naleraq (lit. ‘punt d'orientació’), inicialment Partii Naleraq, és un partit polític independentista groenlandès de caràcter centrista i marcadament populista. Va ser fundat el 2014 per Hans Enoksen havent deixat Siumut.
En les eleccions generals d'abril de 2018, va obtenir quatre escons al Parlament. El mes següent, el diputat Henrik Fleischer va abandonar el partit i va passar a ser membre de Siumut.
El 15 de febrer del 2021, va canviar de denominació i de logotip. El juny del 2022, Hans Enoksen va dimitir com a president del partit, així que va ser substituït per Pele Broberg.

## Resultats electorals

### Parlament de Groenlàndia
| Any  | Vots  | %         | Escons | +/– | Govern             |
| ---- | ----- | --------- | ------ | --- | ------------------ |
| 2014 | 3,423 | 11.6 (#4) | 3 / 31 | Nou | Oposició (2014-16) |
| 2014 | 3,423 | 11.6 (#4) | 3 / 31 | Nou | Coalició (2016-18) |
| 2018 | 3,931 | 13.4 (#4) | 4 / 31 | 1   | Coalició (2018-18) |
| 2018 | 3,931 | 13.4 (#4) | 4 / 31 | 1   | Oposició (2018-21) |
| 2021 | 3,252 | 12.3 (#3) | 4 / 31 | =   | Coalició (2021-22) |
| 2021 | 3,252 | 12.3 (#3) | 4 / 31 | =   | Oposició (2022-)   |
| 2025 | 7,009 | 24.8 (#2) | 8 / 31 |     | Per determinar     |

### Folketing
| Any  | Vots  | % (Groenlàndia) | Escons  | Escons (Groenlàndia) | +/– |
| ---- | ----- | --------------- | ------- | -------------------- | --- |
| 2015 | 962   | 4.7 (#5)        | 0 / 179 | 0 / 2                | Nou |
| 2019 | 1,565 | 7.6 (#5)        | 0 / 179 | 0 / 2                | =   |
| 2022 | 2,416 | 12.6 (#4)       | 0 / 179 | 0 / 2                | =   |

### Eleccions locals
| Any  | Vots  | %    | Escons | +/- |
| ---- | ----- | ---- | ------ | --- |
| 2017 | 1,143 | 4.6  | 3 / 81 | Nou |
| 2021 | 2,794 | 10.7 | 8 / 81 | 5   |